# Rāmanavamī

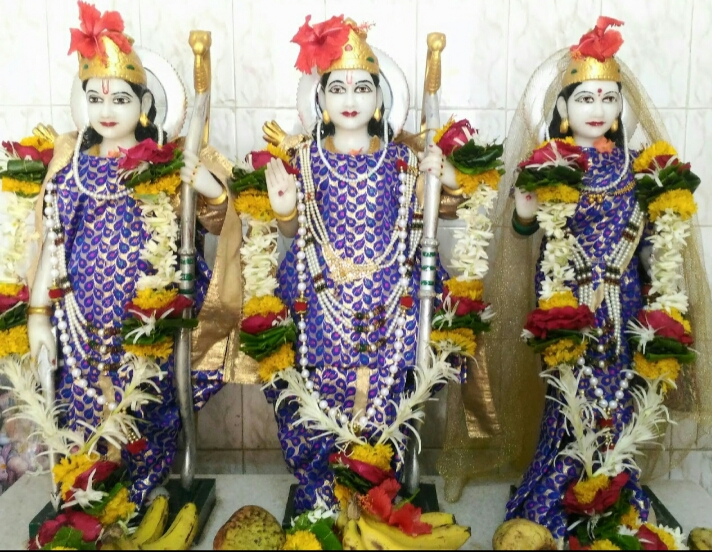
Rāma adorato insieme con la consorte Sītā e il fratello Lakṣmaṇa in occasione della Rāmanavamī.

La Rāmanavamī (devanāgarī: राम नवमी) è una festa indù, che celebra la nascita di Rāma, figlio del re Daśaratha di Ayodhya, e figura divina dell'Induismo.
Il giorno anche conosciuto come Sri Rama Navami, nono giorno del mese di Caitrā dell'anno lunare indù in Śuklapakṣa o fasi lunari, così chiamato Caitramāsa Śuklapakṣa Navamī e segna la fine delle celebrazioni del nono giorno.